# 刺果紫玉盘
刺果紫玉盘（学名：Uvaria calamistrata）是番荔枝科紫玉盘属的植物。分布在越南以及中国大陆的广西、广东等地，多生长于山地林中以及山谷水沟旁灌木丛中，目前尚未由人工引种栽培。

## 别名
山香蕉（海南文昌）；毛荔枝藤（海南临高）